# Kapitozaury
Kapitozaury, kapitozauroidy (Capitosauroidea) – nadrodzina żyjących w triasie temnospondyli z grupy stereospondyli. Przedstawiciele grupy cechowali się proporcjonalnie dużą czaszką (u niektórych gatunków osiągającą prawie metr długości) z długim pyskiem, niewielkimi kończynami, wydłużonym, grzbietowo-brzusznie spłaszczonym tułowiem oraz słabym skostnieniem szkieletu; w zależności od gatunku osiągali od dwóch do pięciu metrów długości. Wyglądem zewnętrznym kapitozaury powierzchownie przypominały temnospondyle z rodziny Metoposauridae, od których różniły się jednak umiejscowieniem oczodołów w czaszce (u kapitozaurów oczodoły były przesunięte ku tyłowi czaszki, u Metoposauridae były natomiast umiejscowione bliżej pyska) oraz budową wchodzących w skład pasa barkowego obojczyków i międzyobojczyka (u Metoposauridae masywniejszych niż u kapitozaurów). Jako charakterystyczną cechę budowy szkieletu kapitozaurów część autorów wskazuje występowanie w tylnej części czaszki głębokiego wcięcia usznego; u niektórych gatunków wcięcie uszne jest w tylnej części zamknięte i ma kształt owalnego otworu, u innych natomiast pozostaje ono otwarte. Ze względu na niepewną przynależność do kapitozaurów niektórych grup, u których przedstawicieli występuje głębokie wcięcie uszne, m.in. rodziny Benthosuchidae, nie jest jednak pewne, czy istotnie cecha ta występuje wyłącznie u kapitozaurów.
Zgodnie z regulacją art. 36 Międzynarodowego Kodeksu Nomenklatury Zoologicznej za autora nazwy Capitosauroidea uważa się Davida Watsona, który w 1919 r. wyróżnił i nazwał rodzinę Capitosauridae. Jednak pierwszym autorem, który faktycznie wyróżnił grupę w randze nadrodziny obejmującą rodzinę Capitosauridae był Gunnar Säve-Söderbergh; autor nazwał ją Capitosauroideae i oprócz Capitosauridae zaliczył do niej również rodzinę Mastodonsauridae oraz wyróżnioną przez siebie nową rodzinę Wetlugasauridae.
Klasyfikacja kapitozaurów pozostaje przedmiotem sporów, a różni autorzy wyróżniali w obrębie grupy różną liczbę rodzin i zaliczali bądź wykluczali z niej inne gatunki stereospondyli. Np. Romer (1947) zaliczył do Capitosauroidea tylko dwie rodziny: Benthosuchidae z rodzajami Wetlugasaurus, Benthosuchus, Volgasaurus, Volgasuchus, Sassenisaurus, Gondwanosaurus i Pachygonia a także z gatunkiem Bothriceps major (obecnie zaliczanym do osobnego rodzaju Trucheosaurus), oraz Capitosauridae z rodzajami Parotosaurus (= Parotosuchus), Capitosaurus, Cyclotosaurus, Stenotosaurus, Stanocephalosaurus, Mastodonsaurus i być może również Kestrosaurus. Natomiast Oczew (1966) zaliczył do Capitosauroidea dziewięć rodzin: Capitosauridae, Mastodonsauridae, Benthosuchidae, Rhinesuchidae, Lydekkerinidae, Sclerothoracidae, Uranocentrodontidae (cztery ostatnie rodziny wyróżniał w swojej klasyfikacji także Romer, ale wykluczał je z Capitosauroidea), Rhinecepidae i Bukobajidae.
Teresa Maryańska i Michaił Szyszkin (1996), omawiając kontrowersje związane z klasyfikacją kapitozaurów wskazali, że część autorów zalicza do kapitozaurów jedynie rodziny Benthosuchidae, Capitosauridae i niekiedy także wydzielane z tej ostatniej rodziny Mastodonsauridae, uznając, że Capitosauroidea obejmujące te rodziny są monofiletyczne; tak rozumiane kapitozaury w klasyfikacjach preferowanych przez tych autorów (m.in. przez Romera) są przeciwstawiane niemonofiletycznej grupie Rhinesuchoidea, obejmującej m.in. rodziny Rhinesuchidae, Lydekkerinidae i Uranocentrodontidae, od której pochodzą kapitozaury. Maryańska i Szyszkin wskazują zarazem, że zdaniem innych autorów (m.in. Oczewa) tak rozumiane kapitozaury są polifiletyczne i obejmują kilka linii ewolucyjnych, które wyewoluowały niezależnie z Rhinesuchoidea; tym samym aby utrzymać Capitosauroidea jako grupę monofiletyczną konieczne jest zaliczenie do nich także rodzin z grupy Rhinesuchoidea. Maryańska i Szyszkin (1996) opowiedzieli się za podziałem rodziny Capitosauridae i wydzieleniem z niej odrębnych rodzin kapitozaurów: Stenotosauridae, Paracyclotosauridae, Cyclotosauridae i być może również Deltacephalidae.
Analizy filogenetyczne przeprowadzone przez Adama Yatesa i A. Anne Warren (2000), Rainera Schocha (2000), Rossa Damianiego (2001), Yatesa i Damianiego (2003), Schocha i współpracowników (2007), Schocha (2008), Fortuny'ego, Galobarta i De Santistebana (2011) oraz Schocha (2013) wykazują bliskie pokrewieństwo kapitozaurów z trematozaurami; analizy te wykazują ponadto, że taksony tradycyjnie zaliczane do Capitosauroidea tworzą klad, do którego nie należą żadne z taksonów tradycyjnie zaliczanych do Rhinesuchoidea, być może z wyjątkiem rodzaju Sclerothorax. Z analizy Yatesa i Warren (2000) wynika poza tym, że rodzina Lydekkerinidae jest bliżej spokrewniona z kapitozaurami niż z trematozaurami, natomiast rodzina Rhinesuchidae jest taksonem siostrzanym do najmniejszego kladu obejmującego kapitozaury i trematozaury. Analizy Damianiego (2001), Yatesa i Damianiego (2003), Schocha i współpracowników (2007), Schocha (2008), Fortuny'ego, Galobarta i De Santistebana (2011) oraz Schocha (2013) wykazują natomiast, że kapitozaury i trematozaury są bliżej spokrewnione ze sobą nawzajem niż z rodzinami Rhinesuchidae i Lydekkerinidae. Analizy Damianiego (2001), Yatesa i Damianiego (2003), Schocha i współpracowników (2007) oraz Schocha (2013) potwierdzają, że Rhinesuchoidea stanowią grad ewolucyjny obejmujący przodków kapitozaurów oraz trematozaurów.
Ponadto z analiz filogenetycznych przeprowadzonych przez Schocha (2000) oraz Damianiego (2001) wynika, że rodzaje zaliczane do rodziny Capitosauridae nie tworzą kladu, do którego nie należy również rodzaj Mastodonsaurus. Jednocześnie Schoch (2000) za niepewną uznał przynależność Benthosuchidae do kapitozaurów; za bardziej prawdopodobne uznał pokrewieństwo rodzajów zaliczanych do tej rodziny z inną grupą stereospondyli, trematozaurami. Schoch i Milner (2000) w swojej klasyfikacji kapitozaurów w ogóle nie wyróżnili już rodziny Capitosauridae, zamiast niej wyróżniając w obrębie Capitosauroidea osobne rodziny Parotosuchidae, Mastodonsauridae, Eryosuchidae, Paracyclotosauridae i Cyclotosauridae (ta ostatnia z podrodzinami Stenotosaurinae, Heylerosaurinae, Tatrasuchinae i Cyclotosaurinae). Autorzy zaliczyli ponadto rodziny Benthosuchidae i Wetlugasauridae do trematozaurów.
Damiani (2001) zwrócił uwagę, że już w 1885 r. Richard Lydekker wyróżnił i nazwał rodzinę Mastodonsauridae; jeśli zatem klasyfikować mastodonzaura i rodzaje tradycyjnie zaliczane do rodziny Capitosauridae w jednej rodzinie to prawidłową jej nazwą byłaby właśnie nazwa Mastodonsauridae, jako starszy synonim Capitosauridae. Damiani wskazał też, że na podstawie art. 36 Międzynarodowego Kodeksu Nomenklatury Zoologicznej nazywając Mastodonsauridae Lydekker automatycznie nazwał też nadrodzinę Mastodonsauroidea, która tym samym jest starszym synonimem Capitosauroidea; autor postuluje więc, by na określenie kapitozaurów używać właśnie nazwy Mastodonsauroidea. Damiani przedstawił również definicję filogenetyczną Mastodonsauroidea; zdefiniował je jako klad obejmujący ostatniego wspólnego przodka rodzajów Benthosuchus, Mastodonsaurus i Eocyclotosaurus oraz wszystkich jego potomków. Z jego analizy filogenetycznej wynika, że do tak rozumianych Mastodonsauroidea należały rodzaje: Benthosuchus, Odenwaldia, Eocyclotosaurus, Wetlugasaurus, Watsonisuchus, Parotosuchus, Cherninia, Eryosuchus, Paracyclotosaurus, Stenotosaurus, Wellesaurus, Mastodonsaurus, Tatrasuchus i Cyclotosaurus.
Późniejsze analizy filogenetyczne Damianiego i Yatesa (2003), Schocha i współpracowników (2007), Schocha (2008), Fortuny'ego, Galobarta i De Santistebana (2011) potwierdziły hipotezę Schocha (2000) o bliższym pokrewieństwie Benthosuchus z trematozaurami niż z kapitozaurami; tym samym używanie definicji filogenetycznej Damianiego (2001) doprowadziłoby do konieczności zaliczenia do Mastodonsauroidea również trematozaurów. Damiani i Yates (2003) wyłączyli Benthosuchus z Mastodonsauroidea, nie przedstawiając jednak nowej definicji filogenetycznej tej grupy. Z analizy Schocha (2013) wynika natomiast bliższe pokrewieństwo Benthosuchus z Capitosauroidea niż z trematozaurami; autor zaznacza jednak, że wsparcie takiej hipotezy jest słabe, a pozycja filogenetyczna tego rodzaju w obrębie stereospondyli pozostaje niepewna.
Propozycja Damianiego (2001) zastąpienia nazwy Capitosauroidea przez Mastodonsauroidea spotkała się z krytyką ze strony Mosera i Schocha (2007); zdaniem autorów Mastodonsauroidea jest wprawdzie starszym synonimem Capitosauroidea, ale to ta druga nazwa jest w powszechnym użyciu i tym samym zastąpienie jej nazwą starszą odbyłoby się z naruszeniem art. 35.5 Międzynarodowego Kodeksu Nomenklatury Zoologicznej. W późniejszej publikacji Schoch (2008) wyróżnił grupę Capitosauroidea, do której zaliczył wszystkich przedstawicieli grupy Capitosauria (definiowanej przez Damianiego i Yatesa, 2003 jako klad obejmujący wszystkie stereospondyle mające bliższego ostatniego wspólnego przodka z rodzajem Parotosuchus niż z rodzajem Trematosaurus) poza bazalnymi rodzajami Wetlugasaurus, Sclerothorax i Watsonisuchus. W publikacji z 2013 roku Schoch zaproponował definicję filogenetyczną Capitosauroidea; zdefiniował je jako najmniejszy (obejmujący najmniej gatunków) klad, do którego należą gatunki Parotosuchus nasutus i Cyclotosaurus robustus.
Przedmiotem sporów pozostają również pokrewieństwa w obrębie grupy Capitosauroidea. Niepewna jest zwłaszcza pozycja filogenetyczna rodzajów charakteryzujących się całkowitym zamknięciem wcięcia usznego, tj. rodzajów Cyclotosaurus i Eocyclotosaurus. Schoch i Milner (2000) uznali rodzaje Cyclotosaurus i Eocyclotosaurus za blisko spokrewnione i zaliczyli je oba do rodziny Cyclotosauridae; analizy filogenetyczne Damianiego (2001), Schocha (2008) oraz Fortuny'ego, Galobarta i De Santistebana (2011) wskazują jednak, że Cyclotosaurus nie był blisko spokrewniony z Eocyclotosaurus, a co za tym idzie całkowite zamknięcie wcięcia usznego wyewoluowało niezależnie u dwóch linii ewolucyjnych kapitozaurów.
Wiadomo, że kapitozaury były ziemnowodnymi drapieżnikami, jednak dokładny sposób zdobywania przez nie pokarmu pozostaje przedmiotem sporu; zdaniem różnych autorów mogły one aktywnie poszukiwać zdobyczy w zbiornikach wodnych, nieruchomo czatować na  dnie zbiorników wodnych albo polować na ich powierzchni.
Skamieniałości kapitozaurów odkryto na wszystkich kontynentach. Na podstawie skamieniałości odkrytych na terenie Polski opisano pięć gatunków kapitozaurów:
- "Mastodonsaurus" silesiacus Kunisch (1885), opisany na podstawie fragmentów czaszki i żuchwy odkrytych w okolicach Gogolina; możliwa jest tylko jego klasyfikacja jako przedstawiciela Capitosauroidea o niepewnej pozycji filogenetycznej[2];

- Tatrasuchus kulczyckii Maryańska i Szyszkin (1996), opisany na podstawie czaszki, żuchwy, dwóch trzonów kręgów, kawałków obojczyków i międzyobojczyka oraz kości kończyn przednich odkrytych w osadach środkowotriasowych w dolinie Wielkie Koryciska w Tatrach Zachodnich[3][2];

- Cyclotosaurus intermedius Sulej i Majer (2005), opisany na podstawie kości czaszki i szkieletu pozaczaszkowego odkrytych w osadach górnotriasowych w Krasiejowie[20];

- Parotosuchus speleus Szyszkin i Sulej (2009), opisany na podstawie kości czaszki i szkieletu pozaczaszkowego odkrytych w osadach z dolnotriasowych w Czatkowicach[21];

- Parotosuchus ptaszynskii Sulej i Niedźwiedzki (2013), opisany na podstawie kości czaszki odkrytych w osadach dolnotriasowych w Wiórach w województwie świętokrzyskim[22].